# ミコラーシュ・アレシュ
ミコラーシュ・アレシュ（Mikoláš Aleš 、1852年11月18日 - 1913年7月10日）はボヘミアで活躍したチェコ人の画家、イラストレーター。19世紀末から20世紀初めのチェコを代表する画家・イラストレーターの一人である。

## 経歴
ハプスブルク君主国時代のボヘミア（現在のチェコでは南ボヘミア州）のミロティツェ (Mirotice) で役人の息子に生まれた。家族の生活は苦しく、ピーセクやプラハ、ミロティツェなどに何度か引っ越した。1869年、プラハ美術アカデミーに入学する。1876年まで、ヨーゼフ・マティアス・トレンクヴァルトやヤン・スヴェルツに学んだ。1876年にドイツ人教授に反対するデモに参加し、逮捕され、退学となった。
1879年、当時建設中だった国民劇場内部の装飾画を担う画家として、フランチシェック・ジェニーシェックとともに選ばれた。この劇場はチェコ語での上演を目的としており、プラハでチェコ市民の寄付によって建設された。イタリアへ研究旅行で赴いた後、1880年から1881年に国民劇場の14か所のルネットに装飾画を描いた。また作家のヤクブ・アルベスが編集した雑誌「Šotek」に挿絵を描くようになった。
1895年にプラハで展覧会を開き、翌年、プラハのマーネス美術協会 (Spolek výtvarných umělců Mánes）から作品集が出版された。60歳の誕生日に、プラハの名誉市民の称号を贈られた。
チェコのロマン主義の画家、ヨゼフ・マーネスの影響を受けたスタイルで、チェコの歴史を題材に歴史画を描き、またアールヌーヴォーのスタイルの挿絵も描いた。

## 作品

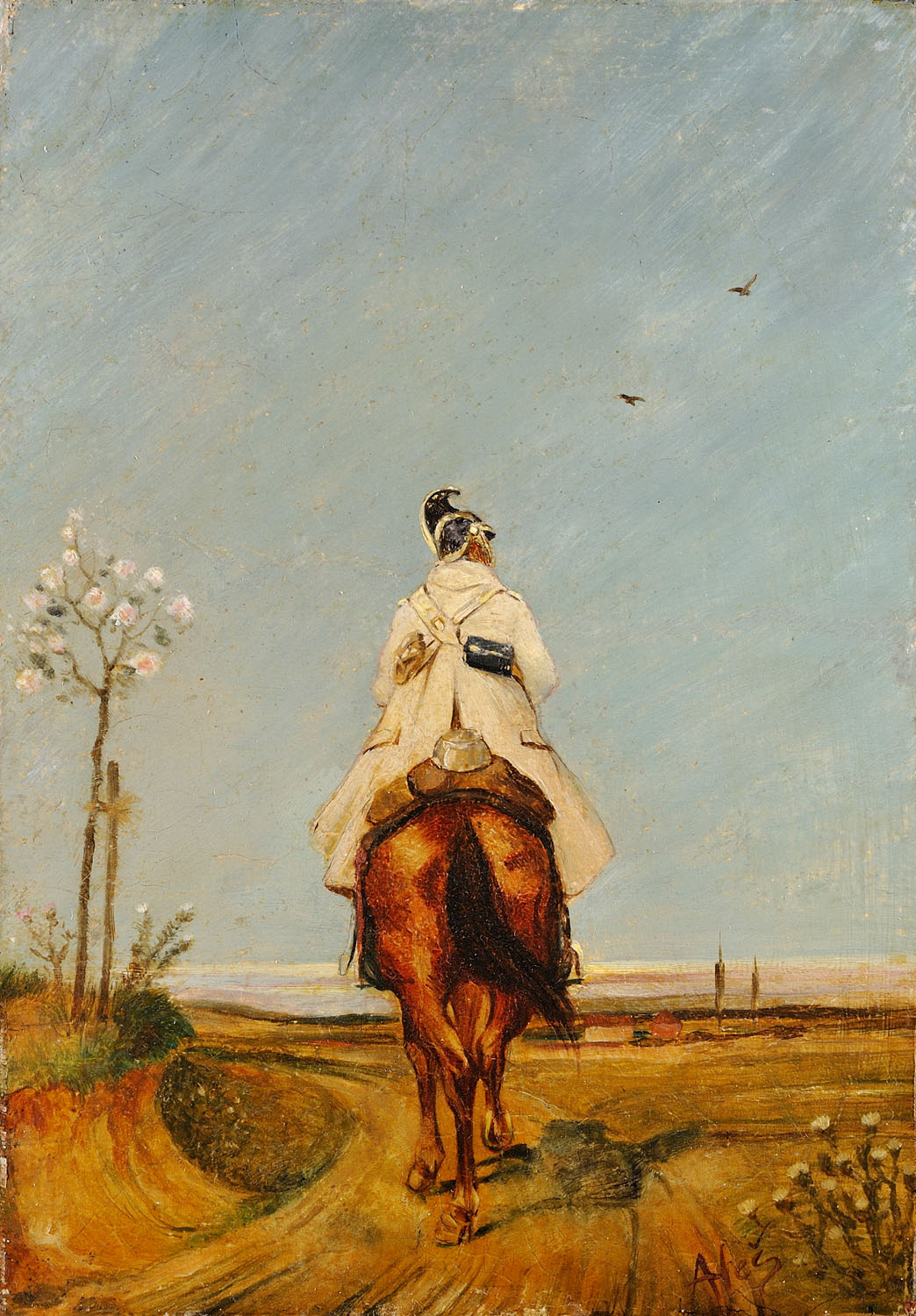
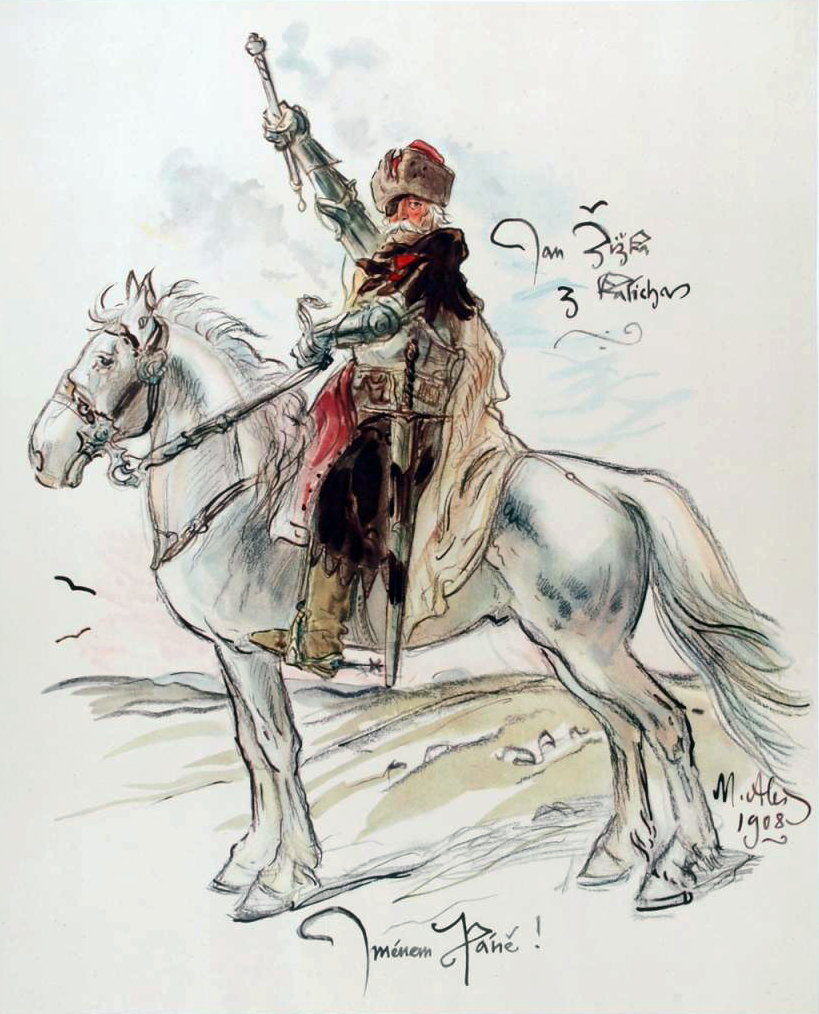
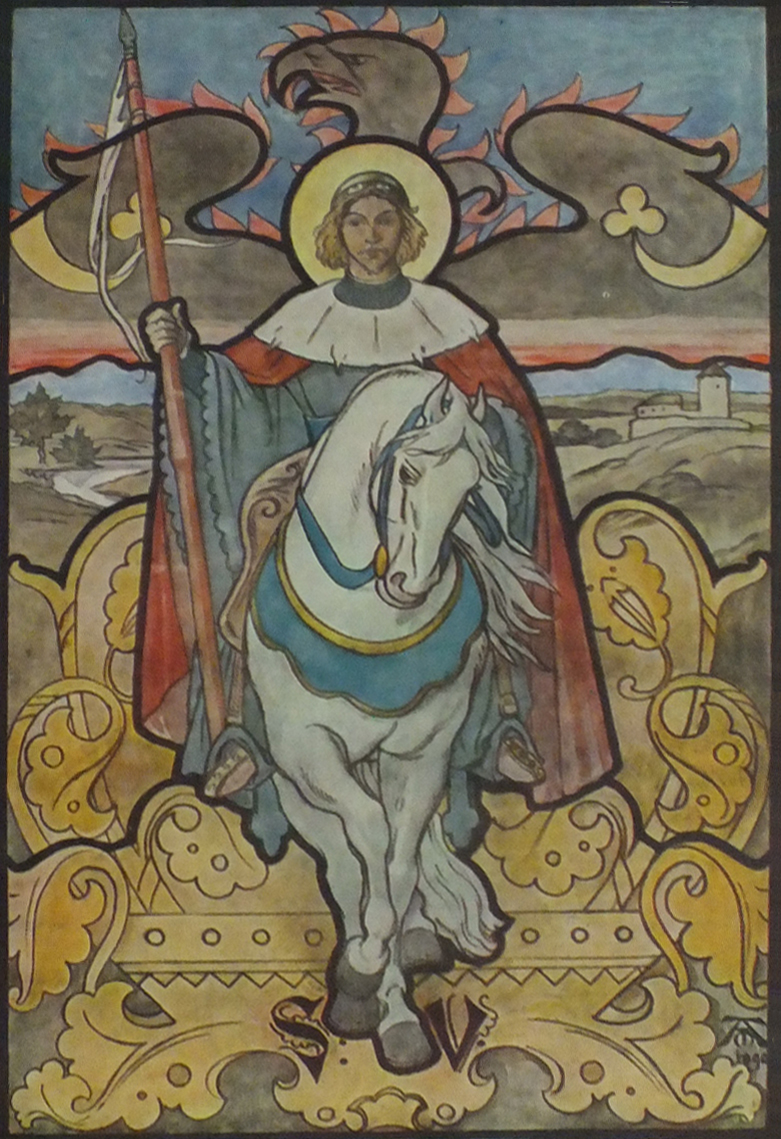
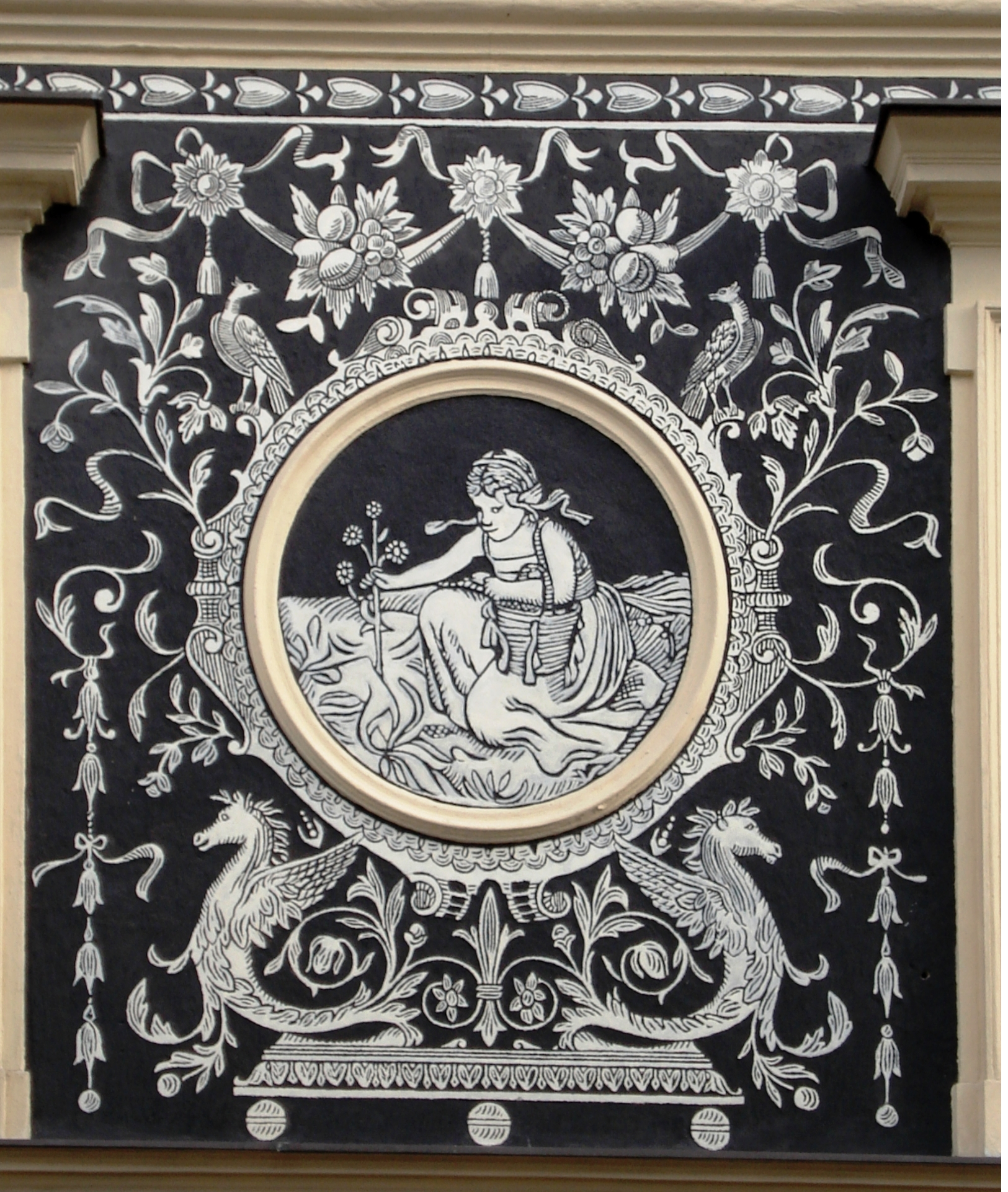

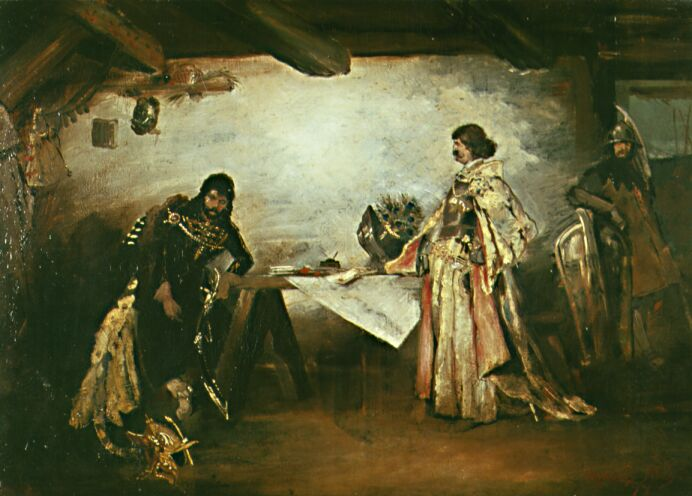
イジーとマーチャーシュ1世
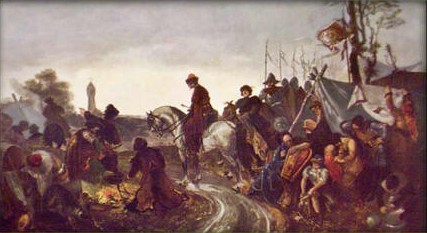
フス派の軍営
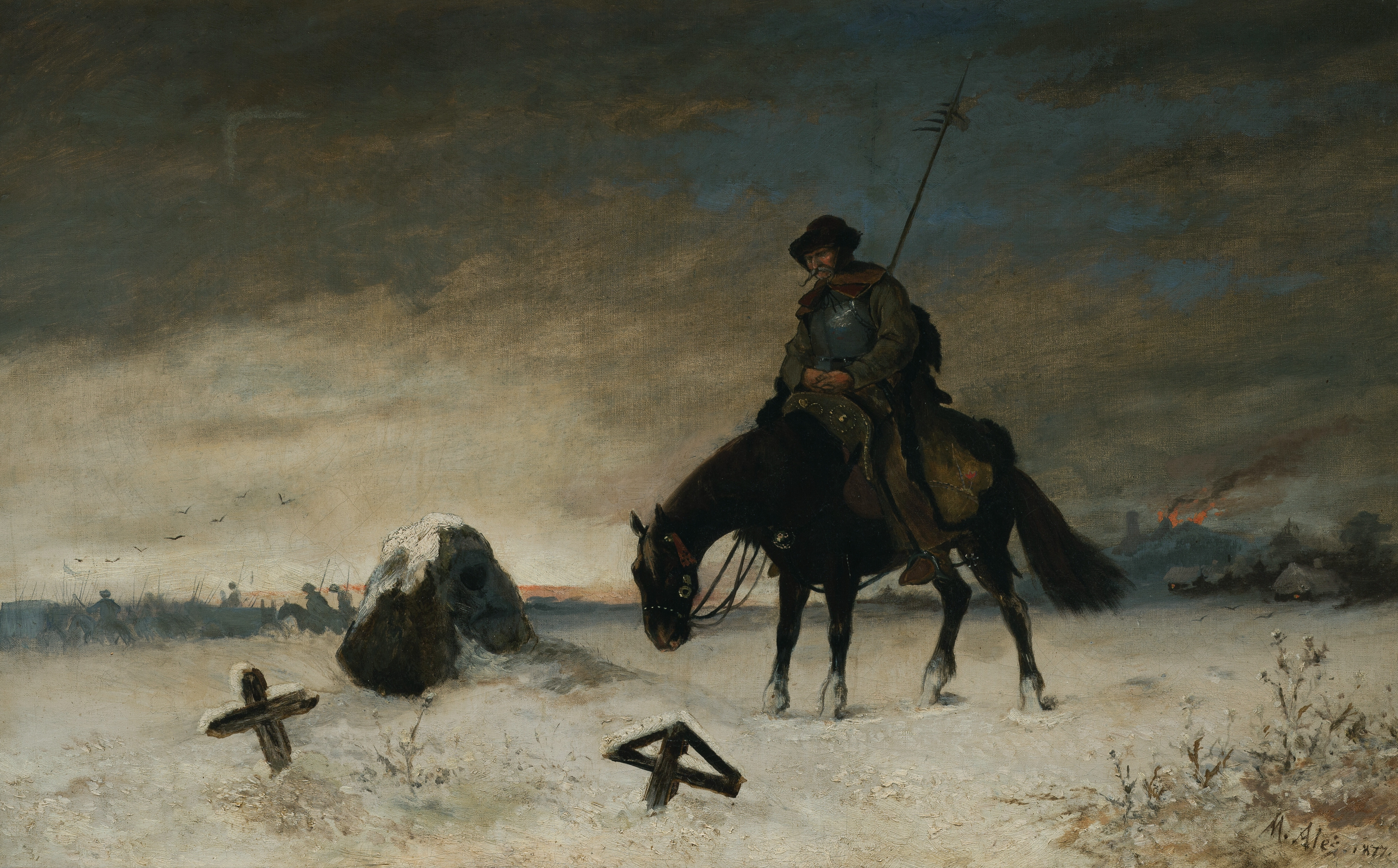
同志の墓で